# Culbert Olson
Culbert Levy Olson (Fillmore, 7 novembre 1876 – Los Angeles, 13 aprile 1962) è stato un politico statunitense.
È stato il governatore della California dal gennaio 1939 al gennaio 1943. Rappresentante del Partito Democratico, ha fatto parte del Senato dello Utah dal 1916 al 1920 e del Senato statale della California dal 1934 al 1938.